# Prvi razred 1932-1933
La Prvi razred 1932./33. (in lingua italiana prima classe 1932-33), in cirillico Први разред 1932./33., fu la quattordicesima edizione della massima divisione delle varie sottofederazioni (podsaveze) in cui era diviso il sistema calcistico del Regno di Jugoslavia.
Le migliori squadre accedevano alle qualificazioni per il Državno prvenstvo 1932-1933 (campionato nazionale) per designare la squadra campione.

## Sottofederazioni
```
I campionati delle sottofederazioni (che fungono da qualificazioni al campionato nazionale) sono iniziati nell'autunno 1932, ma – a tornei in corso – la federazione decide di cambiare formula: 11 squadre (3 ciascuna dalle sottofederazioni di Zagabria e Belgrado, più 1 ciascuna da quelle di Spalato, Lubiana, Sarajevo, Osijek e Novi Sad)
[
1
]
 passano direttamente al campionato nazionale. Le squadre rimaste nelle sottofederazioni continuano senza di loro. L'Hajduk Spalato non ha disputato il campionato della sottofederazione. Per designare la rappresentante di Lubiana è stato disputato uno spareggio fra Primorje ed Ilirija.
```

|                  | Qualificazione |                  | Data       |
| ---------------- | -------------- | ---------------- | ---------- |
| Primorje Lubiana | 2–1            | Ilirija          | 05.02.1933 |
| Ilirija          | 2–3            | Primorje Lubiana | 19.02.1933 |
|                  |                |                  |            |

```
Le squadre ammesse alle qualificazioni per il 
Državno prvenstvo 1933-1934
 vengono divise in due gruppi: 
Ovest
 (rappresentanti di Lubiana, Zagabria, Subotica, Osijek e Spalato) ed 
Est
 (rappresentanti di Novi Sad, Veliki Bečkerek, Belgrado, Sarajevo, Kragujevac, Niš e Skopje).
[
2
]
 Le due vincitrici ottengono la qualificazione al 
torneo
.
```

### Lubiana
```
Le prime partite di 
ČSK Čakovec
 e Rapid sono state annullate poiché la federazione ha deciso di ridurre il numero delle partecipanti a 6. Quindi 
Celje
, 
Slovan Lubiana
, 
ČSK Čakovec
 e Rapid hanno disputato un torneo di qualificazione, vinto da questi ultimi.
Lo 
Svoboda
, nel marzo 1933, si fonde con il 
Primorje Lubiana
 (che passa al 
Državno prvenstvo 1932-1933
) e le sue partite vengono annullate.
```

|                   | Pos. | Squadra            | Pt | G | V | N | P | GF | GS | QR    |
| ----------------- | ---- | ------------------ | -- | - | - | - | - | -- | -- | ----- |
|                   | 1.   | 1.SŠK Maribor      | 9  | 7 | 4 | 1 | 2 | 24 | 15 | 1,600 |
|                   | 2.   | Rapid Marburg      | 8  | 7 | 4 | 0 | 3 | 18 | 20 | 0,900 |
|                   | 3.   | Železničar Maribor | 5  | 7 | 2 | 1 | 4 | 13 | 22 | 0,590 |
|                   | 4.   | Ilirija            | 4  | 7 | 1 | 2 | 4 | 13 | 16 | 0,812 |
|                   | –    | Primorje Lubiana   | 6  | 4 | 2 | 2 | 0 | 10 | 5  | 2,000 |
| Fonte: exyufudbal |      |                    |    |   |   |   |   |    |    |       |

|                    | Mar  | Rap  | Žel  | Ili  | Pri  | Svo  | ČSK  |
| ------------------ | ---- | ---- | ---- | ---- | ---- | ---- | ---- |
| 1.SŠK Maribor      | –––– | 4-2  | 4-1  | 1-1  | -    | 5-0  | ann  |
| Rapid Marburg      | 2-5  | –––– | 3-2  | 4-3  | -    | 3-1  | -    |
| Železničar Maribor | 1-6  | 2-4  | –––– | 4-3  | -    | 3-2  | -    |
| Ilirija            | 3-2  | 2-3  | 0-1  | –––– | -    | 8-1  | ann  |
| Primorje Lubiana   | 5-2  | 2-0  | 2-2  | 1-1  | –––– | 1-1  | ann  |
| Svoboda            | -    | ann  | -    | -    | -    | –––– | -    |
| ČSK Čakovec        | -    | -    | -    | -    | -    | -    | –––– |
| Fonte: exyufudbal  |      |      |      |      |      |      |      |

### Zagabria
```
Dopo il girone d'andata, Građanski, Concordia e HAŠK vanno a competere nel 
Državno prvenstvo 1932-1933
. I loro risultati vengono annullati ed il torneo continua con le rimanenti 3 squadre.
```

|                   | Pos. | Squadra              | Pt | G | V | N | P | GF | GS | QR    |
| ----------------- | ---- | -------------------- | -- | - | - | - | - | -- | -- | ----- |
|                   | 1.   | Viktorija Zagabria   | 6  | 4 | 3 | 0 | 1 | 8  | 3  | 2,666 |
|                   | 2.   | Željezničar Zagabria | 6  | 4 | 3 | 0 | 1 | 6  | 3  | 2,000 |
|                   | 3.   | Šparta Zagabria      | 0  | 4 | 0 | 0 | 4 | 0  | 8  | 0,000 |
| Fonte: exyufudbal |      |                      |    |   |   |   |   |    |    |       |

|                      | Gra  | Con  | HAŠ  | Vik  | Žel  | Spa  |
| -------------------- | ---- | ---- | ---- | ---- | ---- | ---- |
| Građanski Zagabria   | –––– | 2-1  | -    | -    | 6-0  | -    |
| Concordia Zagabria   | -    | –––– | -    | -    | 3-0  | 2-1  |
| HAŠK Zagabria        | -    | 3-1  | –––– | 6-1  | -    | 3-1  |
| Viktorija Zagabria   | 2-0  | -    | -    | –––– | 3-2  | 2-0  |
| Željezničar Zagabria | -    | -    | -    | 1-0  | –––– | 1-0  |
| Šparta Zagabria      | -    | -    | -    | 0-3  | 0-2  | –––– |
| Fonte: exyufudbal    |      |      |      |      |      |      |

### Osijek
```
Dopo il girone d'andata, lo Slavija viene inserito nel 
Državno prvenstvo 1932-1933
, i suoi risultati vengono mantenuti.
```

|                   | Pos. | Squadra          | Pt | G | V | N | P | GF | GS | QR    |
| ----------------- | ---- | ---------------- | -- | - | - | - | - | -- | -- | ----- |
|                   | 1.   | Hajduk Osijek    | 12 | 9 | 5 | 2 | 2 | 19 | 7  | 2,714 |
|                   | 2.   | Građanski Osijek | 11 | 9 | 5 | 1 | 3 | 11 | 11 | 1,000 |
|                   | 3.   | Grafičar Osijek  | 8  | 9 | 3 | 2 | 4 | 9  | 9  | 1,000 |
|                   | 4.   | Cibalia          | 5  | 9 | 2 | 1 | 6 | 6  | 16 | 0,375 |
|                   | 5.   | Elektra Osijek   | 1  | 9 | 1 | 3 | 5 | 9  | 23 | 0,391 |
|                   | –    | Slavija Osijek   | 9  | 5 | 4 | 1 | 0 | 13 | 0  | —     |
| Fonte: exyufudbal |      |                  |    |   |   |   |   |    |    |       |

|                   | Haj  | Gđn  | Gfč  | Cib  | Ele  | Sla  |
| ----------------- | ---- | ---- | ---- | ---- | ---- | ---- |
| Hajduk            | –––– | 1-0  | 2-1  | 3-0  | 5-0  | -    |
| Građanski         | 1-0  | –––– | 1-0  | 0-3  | 2-1  | -    |
| Grafičar          | 0-0  | 1-5  | –––– | 2-0  | 4-0  | 0-0  |
| Cibalia           | 0-4  | 0-1  | 1-0  | –––– | 0-0  | 0-3  |
| Elektra           | 4-4  | 1-1  | 0-1  | 3-2  | –––– | -    |
| Slavija           | 2-0  | 4-0  | -    | -    | 4-0  | –––– |
| Fonte: exyufudbal |      |      |      |      |      |      |

### Subotica

#### Gruppo Subotica
|                   | Pos. | Squadra                        | Pt | G  | V | N | P | GF | GS | QR    |
| ----------------- | ---- | ------------------------------ | -- | -- | - | - | - | -- | -- | ----- |
|                   | 1.   | Bačka Subotica                 | 22 | 14 | 9 | 4 | 1 | 45 | 23 | 1,956 |
|                   | 2.   | ŽAK Subotica                   | 18 | 14 | 7 | 4 | 3 | 32 | 18 | 1,777 |
|                   | 3.   | Subotička Električna Centralna | 15 | 14 | 6 | 3 | 5 | 33 | 24 | 1,375 |
|                   | 4.   | FAKO                           | 15 | 14 | 7 | 1 | 6 | 31 | 35 | 0,885 |
|                   | 5.   | SMTC                           | 13 | 14 | 5 | 3 | 6 | 30 | 38 | 0,789 |
|                   | 6.   | SAND Subotica                  | 10 | 14 | 5 | 0 | 9 | 30 | 29 | 1,034 |
|                   | 7.   | Konkordija                     | 10 | 14 | 3 | 4 | 7 | 15 | 36 | 0,416 |
|                   | 8.   | Sport                          | 9  | 14 | 3 | 3 | 8 | 17 | 30 | 0,566 |
| Fonte: exyufudbal |      |                                |    |    |   |   |   |    |    |       |

#### Gruppo Danubio
|                   | Pos. | Squadra             | Pt | G  | V  | N | P  | GF | GS | QR    |
| ----------------- | ---- | ------------------- | -- | -- | -- | - | -- | -- | -- | ----- |
|                   | 1.   | 3 Zvezde Apatin     | 27 | 16 | 13 | 1 | 2  | 67 | 14 | 4,785 |
|                   | 2.   | SSU Sombor          | 23 | 16 | 8  | 7 | 1  | 38 | 16 | 2,375 |
|                   | 3.   | Bezdansko SU        | 18 | 16 | 7  | 4 | 5  | 43 | 28 | 1,535 |
|                   | 4.   | Odžački ŠK          | 16 | 15 | 7  | 2 | 6  | 30 | 32 | 0,937 |
|                   | 5.   | Crvenka             | 15 | 16 | 6  | 3 | 7  | 27 | 42 | 0,642 |
|                   | 6.   | ŽAK Sombor          | 14 | 16 | 4  | 6 | 6  | 16 | 31 | 0,516 |
|                   | 7.   | Slavija Sombor      | 11 | 16 | 4  | 3 | 9  | 21 | 38 | 0,552 |
|                   | 8.   | SAK Sombor          | 9  | 15 | 4  | 1 | 10 | 22 | 37 | 0,594 |
|                   | 9.   | Krivaja S. Moravica | 9  | 16 | 3  | 3 | 10 | 13 | 50 | 0,260 |
| Fonte: exyufudbal |      |                     |    |    |    |   |    |    |    |       |

#### Gruppo Tibisco
|                   | Pos. | Squadra               | Pt | G  | V  | N | P | GF | GS | QR    |
| ----------------- | ---- | --------------------- | -- | -- | -- | - | - | -- | -- | ----- |
|                   | 1.   | Senta                 | 23 | 14 | 10 | 3 | 1 | 45 | 13 | 3,461 |
|                   | 2.   | Dulcis Vrbas          | 20 | 14 | 9  | 2 | 3 | 32 | 20 | 1,600 |
|                   | 3.   | Građanski Stari Bečej | 18 | 14 | 8  | 2 | 4 | 38 | 15 | 2,533 |
|                   | 4.   | JAK Bačka Topola      | 14 | 14 | 6  | 2 | 6 | 22 | 31 | 0,709 |
|                   | 5.   | Radnički Senta        | 12 | 14 | 6  | 0 | 8 | 34 | 29 | 1,172 |
|                   | 6.   | Plava Zvezda Ada      | 10 | 14 | 2  | 6 | 6 | 17 | 32 | 0,531 |
|                   | 7.   | ČAK Čantavir          | 9  | 14 | 3  | 3 | 8 | 12 | 37 | 0,324 |
|                   | 8.   | Vrbas                 | 6  | 14 | 1  | 4 | 8 | 10 | 37 | 0,270 |
| Fonte: exyufudbal |      |                       |    |    |    |   |   |    |    |       |

#### Girone finale
|                   | Pos. | Squadra         | Pt | G | V | N | P | GF | GS | QR    |
| ----------------- | ---- | --------------- | -- | - | - | - | - | -- | -- | ----- |
|                   | 1.   | 3 Zvezde Apatin | 6  | 4 | 3 | 0 | 1 | 6  | 3  | 2,000 |
|                   | 2.   | Bačka Subotica  | 4  | 4 | 1 | 2 | 1 | 6  | 7  | 0,857 |
|                   | 3.   | Senta           | 2  | 4 | 0 | 2 | 2 | 5  | 7  | 0,714 |
| Fonte: exyufudbal |      |                 |    |   |   |   |   |    |    |       |

|                   | Apa  | Bač  | Sen  |
| ----------------- | ---- | ---- | ---- |
| Apatin            | –––– | 3-1  | 2-1  |
| Bačka             | 2-1  | –––– | 1-1  |
| Senta             | 0-1  | 2-2  | –––– |
| Fonte: exyufudbal |      |      |      |

### Novi Sad
```
Dopo il girone d'andata, il Vojvodina viene inserito nel 
Državno prvenstvo 1932-1933
, i suoi risultati vengono mantenuti.
```

|                   | Pos. | Squadra                | Pt | G | V | N | P | GF | GS | QR    |
| ----------------- | ---- | ---------------------- | -- | - | - | - | - | -- | -- | ----- |
|                   | 1.   | NAK Novi Sad           | 16 | 9 | 8 | 0 | 1 | 41 | 15 | 2,733 |
|                   | 2.   | Mačva Šabac            | 12 | 9 | 6 | 0 | 3 | 28 | 17 | 1,647 |
|                   | 3.   | Građanski S. Mitrovica | 5  | 9 | 2 | 1 | 6 | 16 | 32 | 0,500 |
|                   | 4.   | Radnički Novi Sad      | 5  | 9 | 2 | 1 | 6 | 13 | 26 | 0,500 |
|                   | 5.   | Poštanski Novi Sad     | 4  | 9 | 1 | 2 | 6 | 11 | 29 | 0,379 |
|                   | –    | Vojvodina              | 8  | 5 | 4 | 0 | 1 | 17 | 7  | 2,428 |
| Fonte: exyufudbal |      |                        |    |   |   |   |   |    |    |       |

|                   | NAK  | Mač  | Gra  | Rad  | Poš  | Voj  |
| ----------------- | ---- | ---- | ---- | ---- | ---- | ---- |
| NAK               | –––– | 4-1  | 4-1  | 8-1  | 9-1  | -    |
| Mačva             | 0-2  | –––– | 8-3  | 5-1  | 7-1  | -    |
| Građanski         | 4-6  | 1-2  | –––– | 3-2  | 1-1  | 0-5  |
| Radnički          | 1-2  | 2-0  | 0-2  | –––– | 3-1  | --   |
| Poštanski         | 1-4  | 1-2  | 4-1  | 1-1  | –––– | -    |
| Vojvodina         | 5-2  | 2-3  | -    | 4-2  | 1-0  | –––– |
| Fonte: exyufudbal |      |      |      |      |      |      |

### Veliki Bečkerek

#### Prima fase
```
Squadre partecipanti
:

Veliki Bečkerek
:
 RSK Borac, ŽSK, Švebiše, Obilić, Vojvodina, Jedinstvo, Radnički.

Veliki Bečkerek - sottogruppo:
 Građanski (Jaša Tomić), Begej (Sveti Đurađ), Titelski AK, Slavija (Aradac).

Velika Kikinda
:
 Kosovo, Sloga, Radnički, ŽAK, Delija (Mokrin).

Velika Kikinda - sottogruppo:
 Jedinstvo (Novi Bečej), Hajduk (Beodra), Sloga (Šarlevil, Nakovski SK.

Pančevo
:
 Banat, Jedinstvo, PSK, Jadran, Kovin SK, Amater, Sparta (Debeljača).

Vršac
:
 Dušan Silni, Viktorija, Radnički, Privrednik.

Vršac - sottogruppo:
 Graničar (Bela Crkva), Sportsko društvo (Bela Crkva), Amater (Banatski Karlovac)

Classifiche disponibili
:
[
4
]

Veliki Bečkerek:
 Obilić 18 (41:11), ŽSK 18 (31:13), RSK Borac 14, Švebiše 13, Radnički 13, Vojvodina 7, Jedinstvo 1 punto.

Veliki Bečkerek - sottogruppo:
 Građanski 11, Begej 7, Titelski AK 6, Slavija 0 punti.

Velika Kikinda:
 Kosovo 15, Delija 10, Sloga 9, ŽAK 6, Radnički 0 punti.

Velika Kikinda - sottogruppo:
 Jedinstvo 8, Hajduk 6, Sloga 6, Nakovski SK 0 punti.
```

#### Fase finale
| Partite                                | And. | Rit. | Bella |
| -------------------------------------- | ---- | ---- | ----- |
| ELIMINATORIE                           |      |      |       |
| Delija Mokrin – Borac V. Bečkerek      | 1–1  | 2–5  |       |
| Viktorija Vršac – Građanski Jaša Tomić | 1–1  | 2–2  | 2–1   |
| QUARTI DI FINALE                       |      |      |       |
| Kosovo V. Kikinda – ŽSK V. Bečkerek    | 1–5  | 2–4  |       |
| Obilić V. Bečkerek – Borac V. Bečkerek | 2–1  | 2–2  |       |
| Viktorija Vršac – Banat Pančevo        | 2–7  | 1–6  |       |
| Dušan Silni Vršac – Jedinstvo Pančevo  | 0–1  | 2–2  |       |
| SEMIFINALI                             |      |      |       |
| ŽSK V. Bečkerek – Obilić V. Bečkerek   | 3–3  | 5–2  |       |
| Banat Pančevo – Jedinstvo Pančevo      | 1–2  | 1–2  |       |
| FINALE                                 |      |      |       |
| Jedinstvo Pančevo – ŽSK V. Bečkerek    | 2–3  | 2–2  |       |
| Fonte: exyufudbal                      |      |      |       |

### Belgrado
```
Dopo il girone d'andata, Jugoslavija, BSK e BASK vanno a competere nel 
Državno prvenstvo 1932-1933
. I loro risultati vengono annullati ed il torneo continua con le rimanenti 3 squadre, più l'
Obilić
 (incluso dopo la pausa invernale).
```

|                   | Pos. | Squadra           | Pt | G | V | N | P | GF | GS | QR    |
| ----------------- | ---- | ----------------- | -- | - | - | - | - | -- | -- | ----- |
|                   | 1.   | Šparta Zemun      | 9  | 6 | 4 | 1 | 1 | 20 | 9  | 2,222 |
|                   | 2.   | Obilić            | 8  | 6 | 4 | 0 | 2 | 15 | 8  | 1,875 |
|                   | 3.   | Sloga Belgrado    | 5  | 6 | 2 | 1 | 3 | 9  | 17 | 0,529 |
|                   | 4.   | Grafičar Belgrado | 2  | 6 | 1 | 0 | 5 | 8  | 18 | 0,444 |
| Fonte: exyufudbal |      |                   |    |   |   |   |   |    |    |       |

|                   | Jug  | BSK  | BAS  | Spa  | Obi  | Slo  | Gra  |
| ----------------- | ---- | ---- | ---- | ---- | ---- | ---- | ---- |
| Jugoslavija       | –––– | -    | 2-1  | 6-0  | -    | 0-0  | 5-2  |
| BSK Belgrado      | 3-0  | –––– | 3-3  | 5-1  | -    | 6-0  | 4-0  |
| BASK Belgrado     | -    | -    | –––– | 4-4  | -    | 4-0  | 8-1  |
| Šparta Zemun      | -    | -    | -    | –––– | 2-0  | 6-1  | 5-2  |
| Obilić            | -    | -    | -    | 3-2  | –––– | 4-1  | 4-0  |
| Sloga Belgrado    | -    | -    | -    | 2-2  | 2-1  | –––– | 0-4  |
| Grafičar Belgrado | -    | -    | -    | 1-3  | 1-3  | 0-3  | –––– |
| Fonte: exyufudbal |      |      |      |      |      |      |      |

### Sarajevo
```
Dopo il girone d'andata, lo Slavija va a competere nel 
Državno prvenstvo 1932-1933
. I suoi risultati vengono annullati.
```

|                   | Pos. | Squadra            | Pt | G | V | N | P | GF | GS | QR    |
| ----------------- | ---- | ------------------ | -- | - | - | - | - | -- | -- | ----- |
|                   | 1.   | SAŠK               | 16 | 8 | 8 | 0 | 0 | 39 | 5  | 7,800 |
|                   | 2.   | Sloga Sarajevo     | 10 | 8 | 5 | 0 | 3 | 22 | 9  | 2,444 |
|                   | 3.   | Hajduk Sarajevo    | 10 | 8 | 5 | 0 | 3 | 17 | 11 | 1,545 |
|                   | 4.   | Željezničar        | 2  | 8 | 1 | 0 | 7 | 9  | 24 | 0,375 |
|                   | 5.   | Jedinstvo Sarajevo | 2  | 8 | 1 | 0 | 7 | 4  | 42 | 0,095 |
| Fonte: exyufudbal |      |                    |    |   |   |   |   |    |    |       |

|                   | Sla  | SAŠ  | Slo  | Haj  | Žel  | Jed  |
| ----------------- | ---- | ---- | ---- | ---- | ---- | ---- |
| Slavija           | –––– | 1-1  | 0-0  | -    | -    | 10-0 |
| SAŠK              | -    | –––– | 4-1  | 4-1  | 5-1  | 9-0  |
| Sloga             | -    | ?    | –––– | ?    | 4-0  | 5-0  |
| Hajduk            | 0-0  | 1-3  | 2-1  | –––– | 3-2  | ?    |
| Željezničar       | -    | 1-6  | 0-2  | 0-1  | –––– | 0-3  |
| Jedinstvo         | -    | ?    | ?    | ?    | 0-5  | –––– |
| Fonte: exyufudbal |      |      |      |      |      |      |

### Spalato
```
La subfederazione Spalato continua a giocare lo stesso metodo con stagioni separate in autunno ed estate in due gironi: Spalato (secondo il sistema a punti) e Provincia (secondo il sistema a coppa) dove i campioni dei gironi giocano per il campione finale della sottofederazione. Si giocò nell'autunno del 1932, ma nella primavera del 1933 il sistema fu cambiato e la provincia fu divisa in 2 gironi, mentre al gruppo di Spalato si unì JOSK Solin di Solin dopo la partenza dell'Hajduk per le leghe nazionali, che giocavano solo partite di primavera., le vincitrici della fase città e della fase provincia si sfidano per un posto nel 
Državno prvenstvo 1931-1932
.
```

#### Città
```
L'Hajduk non partecipa poiché impegnato nel campionato nazionale. Dopo la fase autunnale, Dalmatinac ed Aurora si fondono a formare il Vuk, il 12 marzo 1933. A coprire il posto mancante, viene inserito il Solin.
Nella fase primaverile viene disputato il girone di ritorno, quindi tutte le squadre hanno 5 partite all'attivo, eccetto il Solin, non presente nella fase autunnale.
```

|  | Pos. | Autunno 1932       | Pt | G | V | N | P | GF | GS | QR    |
|  | ---- | ------------------ | -- | - | - | - | - | -- | -- | ----- |
|  | 1.   | JRŠK Spalato       | 6  | 3 | 3 | 0 | 0 | 14 | 2  | 8,000 |
|  | 2.   | Aurora             | 4  | 3 | 2 | 0 | 1 | 8  | 5  | 1,600 |
|  | 3.   | Dalmatinac Spalato | 1  | 3 | 0 | 1 | 2 | 2  | 9  | 0,222 |
|  | 4.   | Orijent            | 1  | 3 | 0 | 1 | 2 | 2  | 10 | 0,200 |
|  | Pos. | Primavera 1933     | Pt | G | V | N | P | GF | GS | QR    |
|  | 1.   | JRŠK Spalato       | 9  | 5 | 4 | 1 | 0 | 18 | 4  | 4,500 |
|  | 2.   | Vuk                | 7  | 5 | 3 | 1 | 1 | 13 | 5  | 2,600 |
|  | 3.   | Solin              | 2  | 3 | 1 | 0 | 2 | 7  | 9  | 0,777 |
|  | 4.   | Orijent            | 0  | 5 | 0 | 0 | 5 | 2  | 22 | 0,090 |

#### Provincia
| PRIMO TURNO       |                                          |                                      |      |      |       |
| 13.11.1932        | Junak Sinj – Unac Dvar                   | ?                                    |      |      |       |
| 13.11.1932        | Jadran Kaštel Sućurac – GOŠK K. Gomilica | 1–0                                  |      |      |       |
| 13.11.1932        | GOŠK Dubrovnik – Građanski Dubrovnik     | 0–3                                  |      |      |       |
| SECONDO TURNO     |                                          |                                      |      |      |       |
| 20.11.1932        | Narona – Zmaj Makarska                   | 3–0                                  |      |      |       |
| 11.12.1932        | Slaven Trogir – Jadran Kaštel Sućurac    | ?                                    |      |      |       |
| SEMIFINALI        |                                          |                                      |      |      |       |
| 18.12.1932        | Junak/Unac – Slaven/Jadran KS            | ?                                    |      |      |       |
| 18.12.1932        | Narona – Građanski Dubrovnik             | ?                                    |      |      |       |
| Torneo interrotto |                                          |                                      |      |      |       |
| Fase primaverile  | Data                                     | Partita                              | And. | Rit. | Bella |
| Fase primaverile  | PRIMO TURNO                              |                                      |      |      |       |
| Fase primaverile  |                                          | Jadran Kaštel Sućurac – Junak Sinj   | 2–0  | 0–2  | 1–2   |
| Fase primaverile  |                                          | Slaven Trogir – GOŠK K. Gomilica     | 2–2  | 0–3  |       |
| Fase primaverile  |                                          | GOŠK Dubrovnik – Građanski Dubrovnik | 4–0  | 4–0  |       |
| Fase primaverile  |                                          | Narona – Zmaj Makarska               | 0–2  | 1–3  |       |
| Fase primaverile  | SEMIFINALI                               |                                      |      |      |       |
| Fase primaverile  |                                          | GOŠK K. Gomilica – Junak Sinj        | 3–0  | n.d. |       |
| Fase primaverile  |                                          | Zmaj Makarska – GOŠK Dubrovnik       | 1–0  | 0–5  |       |
| Fase primaverile  | FINALE                                   |                                      |      |      |       |
| Fase primaverile  | 11.06.1933                               | GOŠK Dubrovnik – GOŠK K. Gomilica    | 0–3  |      |       |
| Fase primaverile  | Fonte: exyufudbal                        |                                      |      |      |       |

#### Finale
```
Finale fra le vincitrici del gruppo cittadino e del gruppo provinciale.
```

| Data                 | Partita                         | Ris. |
| -------------------- | ------------------------------- | ---- |
| FINALE SOTTOFEDERALE |                                 |      |
| 18.06.1933           | JRŠK Spalato – GOŠK K. Gomilica | 5–2  |
| Fonte: exyufudbal    |                                 |      |

### Kragujevac

#### I razred
|                   | Pos. | Squadra             | Pt | G | V | N | P | GF | GS | QR    |
| ----------------- | ---- | ------------------- | -- | - | - | - | - | -- | -- | ----- |
|                   | 1.   | Šumadija 1903       | 14 | 8 | 7 | 0 | 1 | 14 | 4  | 3,500 |
|                   | 2.   | Radnički Kragujevac | 13 | 8 | 6 | 1 | 1 | 16 | 7  | 2,285 |
|                   | 3.   | Slavija Kragujevac  | 7  | 8 | 3 | 1 | 4 | 13 | 11 | 1,181 |
|                   | 4.   | Srbija Ilićevo      | 4  | 8 | 2 | 0 | 6 | 10 | 19 | 0,526 |
|                   | 5.   | Jadran Kragujevac   | 2  | 8 | 1 | 0 | 7 | 5  | 17 | 0,294 |
| Fonte: exyufudbal |      |                     |    |   |   |   |   |    |    |       |

#### Fase finale
| Partite                                 | And. | Rit. |
| --------------------------------------- | ---- | ---- |
| FINALE PARROCCHIALE                     |      |      |
| Ibar Kraljevo – Jedinstvo Paraćin       | 2–2  | 0–1  |
| FINALE PROVINCIALE                      |      |      |
| Jedinstvo Paraćin – Radnički Kragujevac | 5–1  | 0–3  |
| FINALE SOTTOFEDERALE                    |      |      |
| Jedinstvo Paraćin – Šumadija 1903       | 2–3  | 0–3  |
| Fonte: exyufudbal                       |      |      |

### Niš

#### I razred Niš
|                   | Pos. | Squadra        | Pt | G  | V | N | P  | GF | GS | QR    |
| ----------------- | ---- | -------------- | -- | -- | - | - | -- | -- | -- | ----- |
|                   | 1.   | Građanski Niš  | 15 | 10 | 7 | 1 | 2  | 27 | 16 | 1,687 |
|                   | 2.   | Pobeda         | 14 | 10 | 6 | 2 | 2  | 15 | 9  | 1,666 |
|                   | 3.   | Sinđelić Niš   | 14 | 10 | 7 | 0 | 3  | 18 | 11 | 1,636 |
|                   | 4.   | Železničar Niš | 10 | 10 | 5 | 0 | 5  | 26 | 13 | 2,000 |
|                   | 5.   | Jugoslavija    | 7  | 10 | 3 | 1 | 6  | 21 | 16 | 1,312 |
|                   | 6.   | Omladinac      | 0  | 10 | 0 | 0 | 10 | 4  | 46 | 0,086 |
| Fonte: exyufudbal |      |                |    |    |   |   |    |    |    |       |

|                   | Gra  | Pob  | Sin  | Žel  | Jug  | Oml  |
| ----------------- | ---- | ---- | ---- | ---- | ---- | ---- |
| Građanski         | –––– | 3-0  | 3-0  | 3-1  | 3-0  | 6-1  |
| Pobeda            | 2-2  | –––– | 2-1  | 1-0  | 2-1  | 1-0  |
| Sinđelić          | 2-1  | 1-0  | –––– | 2-1  | 2-0  | 5-1  |
| Železničar        | 8-0  | 1-2  | 2-1  | –––– | 1-0  | 9-0  |
| Jugoslavija       | 1-4  | 1-1  | 1-2  | 1-7  | –––– | 7-0  |
| Omladinac         | 1-2  | 0-4  | 0-2  | 1-3  | 0-8  | –––– |
| Fonte: exyufudbal |      |      |      |      |      |      |

#### Fase finale
| Partite                              | And. | Rit. |
| ------------------------------------ | ---- | ---- |
| PRIMO TURNO                          |      |      |
| Josif Leskovac – Omladinac Pirot     | 3–2  | 0–2  |
| Car Lazar Kruševac – Timok           | 5–0  | 4–0  |
| FINALE PROVINCIALE                   |      |      |
| Omladinac Pirot – Car Lazar Kruševac | 1–1  | 0–3  |
| FINALE SOTTOFEDERALE                 |      |      |
| Car Lazar Kruševac – Građanski Niš   | 5–3  | 1–1  |
| Fonte: exyufudbal                    |      |      |

### Skopje
|                   | Pos. | Squadra           | Pt | G  | V | N | P | GF | GS | QR    |
| ----------------- | ---- | ----------------- | -- | -- | - | - | - | -- | -- | ----- |
|                   | 1.   | SSK Skopje        | 16 | 10 | 7 | 2 | 1 | 22 | 8  | 2,750 |
|                   | 2.   | Gragjanski Skopje | 14 | 10 | 6 | 2 | 2 | 26 | 10 | 2,600 |
|                   | 3.   | Jug Skopje        | 9  | 10 | 4 | 1 | 5 | 25 | 16 | 1,562 |
|                   | 4.   | Hajduk Skopje     | 8  | 10 | 4 | 2 | 4 | 19 | 18 | 1,055 |
|                   | 5.   | Slavija Skopje    | 7  | 9  | 3 | 1 | 5 | 13 | 26 | 0,500 |
|                   | 6.   | Sparta Skopje     | 2  | 9  | 0 | 2 | 7 | 5  | 32 | 0,156 |
| Fonte: exyufudbal |      |                   |    |    |   |   |   |    |    |       |

|                   | SSK  | Gra  | Jug  | Haj  | Sla  | Spa  |
| ----------------- | ---- | ---- | ---- | ---- | ---- | ---- |
| SSK               | –––– | 0-0  | 3-2  | 3-1  | 4-1  | 1-1  |
| Gragjanski        | 1-2  | –––– | 3-1  | 6-3  | 3-1  | 6-0  |
| Jug               | 1-0  | 0-0  | –––– | 1-2  | 10-1 | 3-1  |
| Hajduk            | 0-2  | 1-8  | 3-1  | –––– | 1-1  | 5-0  |
| Slavija           | 1-2  | 0-3  | 3-1  | 3-1  | –––– | 2-1  |
| Sparta            | 0-5  | 1-4  | 0-5  | 1-1  | ?    | –––– |
| Fonte: exyufudbal |      |      |      |      |      |      |

## Altre sottofederazioni
```
Le vincitrici delle neoformate sottofederazioni di 
Banja Luka
 e 
Cettigne
 non ottenevano la qualificazione al 
Državno prvenstvo 1933-1934
.
```

### Banja Luka
```
L'assemblea di fondazione si tiene il 12 marzo 1933 nei locali dell'hotel "Bosna" a 
Banja Luka
 e partecipano i delegati di tutte le squadre della 
Banovina del Vrbas
. Al momento della creazione, la 
Banjalučki nogometni podsavez
 conta 20 club ed è formata dall'ex 
VIII župa
 della sottofederazione di Zagabria, più alcuni club della 
VI župa
 (
Sisak
) ed altri dalla sottofederazione di Sarajevo. L'assemblea è presieduta da Dragomir Pavličević, segretario della 
JNS
, che presenta il processo di creazione delle sottofederazioni. Nella seconda sessione, il 20 marzo 1933, si decide la BLP sarà la continuazione della 
VIII župa
.
[
7
]
```

#### I razred
|                   | Pos. | Squadra           | Pt | G | V | N | P | GF | GS | QR    |
| ----------------- | ---- | ----------------- | -- | - | - | - | - | -- | -- | ----- |
|                   | 1.   | Krajišnik         | 11 | 8 | 5 | 1 | 2 | 21 | 8  | 2,625 |
|                   | 2.   | Balkan Banja Luka | 10 | 8 | 5 | 0 | 3 | 10 | 8  | 1,250 |
|                   | 3.   | Borac Banja Luka  | 10 | 8 | 5 | 0 | 3 | 16 | 16 | 1,000 |
|                   | 4.   | Slavija Prijedor  | 8  | 8 | 4 | 0 | 4 | 16 | 11 | 1,454 |
|                   | 5.   | Meteor B. Krupa   | 1  | 8 | 0 | 1 | 7 | 3  | 23 | 0,130 |
| Fonte: exyufudbal |      |                   |    |   |   |   |   |    |    |       |

#### Fase finale
| Partite                                   | And. | Rit. |
| ----------------------------------------- | ---- | ---- |
| TURNO PRELIMINARE                         |      |      |
| Željezničar Derventa – Građanski Derventa | 2–0  | 2–0  |
| Knežopoljac B. Dubica – Sava B. Gradiška  | n.d. | n.d. |
| SEMIFINALE                                |      |      |
| Sava B. Gradiška – Krajišnik              | 2–4  | 1–3  |
| FINALE                                    |      |      |
| Željezničar Derventa – Krajišnik          | 0–2  | 0–4  |
| Fonte: exyufudbal                         |      |      |

### Cettigne

#### Autunno
| PRIMO TURNO       |                                   |     |
| 09.10.1932        | Budućnost – Balšić                | 2–1 |
| 09.10.1932        | Hercegovac Nikšić – Obilić Nikšić | ?   |
| 09.10.1932        | Jugosloven Kotor – Njegoš Cetinje | 7–1 |
| 09.10.1932        | Lovćen – Crnogorac                | 5–1 |
| 09.10.1932        | Crnojević Bar – Igalo             | ?   |
| 09.10.1932        | Orjen Tivat – Zrinjski Tivat      | ?   |
| 09.10.1932        | Gorštak – Njegoš Berane           | ?   |
| SECONDO TURNO     |                                   |     |
| 16.10.1932        | Hercegovac Nikšić – Budućnost     | 1–2 |
| 16.10.1932        | Jugosloven Kotor – Lovćen         | 0–6 |
| 16.10.1932        | Crnojević Bar – Orjen Tivat       | ?   |
| Gorštak esentato  |                                   |     |
| SEMIFINALI        |                                   |     |
| 23.10.1932        | Budućnost – Gorštak               | ?   |
| 23.10.1932        | Lovćen – Orjen Tivat              | ?   |
| FINALE            |                                   |     |
| 06.11.1932        | Lovćen – Budućnost                | 3–6 |
| Fonte: exyufudbal |                                   |     |

#### Primavera
| PRIMO TURNO            |                                   |     |
| 07.05.1933             | Crnogorac – Lovćen                | 2–3 |
| 07.05.1933             | Balšić – Budućnost                | 0–1 |
| 07.05.1933             | Obilić Nikšić – Hercegovac Nikšić | 0–3 |
| 07.05.1933             | Crnojević Bar – Njegoš Cetinje    | 5–1 |
| 07.05.1933             | Orjen Tivat – Zrinjski Tivat      | 2–0 |
| 07.05.1933             | Njegoš Berane – Gorštak           | 1–0 |
| 07.05.1933             | Igalo – Jugosloven Kotor          | 3–0 |
| SECONDO TURNO          |                                   |     |
| 21.05.1933             | Igalo – Crnojević Bar             | 2–3 |
| 21.05.1933             | Lovćen – Orjen Tivat              | ?   |
| 28.05.1933             | Budućnost – Hercegovac Nikšić     | 7–1 |
| Njegoš Berane esentato |                                   |     |
| SEMIFINALI             |                                   |     |
| 04.06.1933             | Lovćen – Crnojević Bar            | 2–1 |
| 04.06.1933             | Budućnost – Njegoš Berane         | ?   |
| FINALE                 |                                   |     |
| 23.07.1933             | Budućnost – Lovćen                | 2–2 |
| 30.07.1933             | Budućnost – Lovćen                | 2–0 |
| Fonte: exyufudbal      |                                   |     |